# غالواي (نيويورك)
غالواي (بالإنجليزية: Galway, New York)‏ هي بلدة أمريكية تقع في الولايات المتحدة في مقاطعة ساراتوغا، نيويورك. يقدر عدد سكانها بـ 3,589 نسمة .